# Ihtiman
Ihtiman (în bulgară Ихтиман) este un oraș în comuna Ihtiman, regiunea Sofia,  Bulgaria. 

## Demografie
Componența etnică a orașului Ihtiman
     Romi (28,68%)
     Bulgari (62,39%)
     Nicio identificare (8,43%)
     Altele (1,3%)
La recensământul din 2011, populația orașului Ihtiman era de 13.059 locuitori. Din punct de vedere etnic, majoritatea locuitorilor (62,39%) erau bulgari, cu o minoritate de romi (28,68%). Pentru 8,43% din locuitori nu este cunoscută apartenența etnică.